# Nueva Chevallier
 (décembre 2022).
Pour les articles homonymes, voir Chevallier.
Nueva Chevallier est une société argentine de transport en commun longue distance. Elle a été fondée le 5 juin 1935 par l'ingénieur Chevallier Boutell sous le nom de Transportes Automotores Chevallier. Après faillite en mai 2000, elle est rachetée par General Urquiza et le groupe Flecha Bus, donnant naissance à Nueva Chevallier.

## Histoire
La société a été fondée le 5 juin 1935 en tant qu'entreprise familiale dirigée par l'ingénieur Chevallier Boutell. La famille Chevallier a commencé à relier avec un seul bus les villes où le train n'arrivait pas, ces routes étant le seul lien avec la ville de Buenos Aires.
Il y a eu plusieurs tentatives de sauvetage de Nueva Chevallier qui, finalement, n'ont pas abouti. C'est le cas d'Andreani, qui a fait une offre ferme de sept millions de pesos et qui prévoyait de maintenir en poste quelque sept cents employés, sur les quelque mille neuf cents qu'elle comptait au moment de la faillite. En outre, l'offre d'achat prévoyait également de conserver quelque quatre-vingts autobus sur les cent quatre-vingts que possédait Chevallier, ainsi que de reprendre l'atelier Barracas et le terminal de passagers du quartier Once, ce qui représentait un investissement total de quarante millions de pesos. Plus tard dans l'année, les actifs ont été rachetés par deux actionnaires : General Urquiza et le groupe Flecha Bus, donnant naissance à Nueva Chevallier. 
Nueva Chevallier est le transport officiel de l'équipe nationale argentine de basket-ball et a également été le transport officiel de toutes les équipes participant au Championnat des Amériques qui s'est tenu à Mar del Plata entre août et septembre 2011. C'est le transport officiel de l'équipe d'Argentine de football.

## Accidents recensés
En septembre 1996, une collision frontale avec un camion cause le décès de huit personnes, dont trois carbonisées.
En février 2003, une collision frontale avec un pont de la route 12, sur l'Arroyo Feliciano, à quinze kilomètres au sud de Santa Elena, fait trois morts et trente blessés. Le bus se rendait de Resistencia (Chaco) à Buenos Aires avec quarante-huit personnes à bord. En septembre 2003, une collision frontale avec un bus de la compagnie TAC à Colón, Buenos Aires, fait quinze morts et plus de vingt blessées à des degrés divers.
En juin 2006, collision frontale avec un camion sur la route 34 (Cañada Rosquín) fait sept morts. En juillet 2007, une collision en chaîne impliquant vingt-cinq véhicules sur l'autoroute Buenos Aires-Rosario (hauteur d'Arroyo Seco) fait quatre morts (une passagère, le conducteur du véhicule, un chauffeur de camion et un conducteur d'un véhicule privé) et cinquante blessés. Les causes ont été attribuées à un mélange de brouillard et de fumée provenant d'une usine de briques située près de l'autoroute. En juillet 2008, une collision frontale avec une voiture privée. Cela s'est produit sur la route 8, dans la ville d'Arias, province de Córdoba. L'accident a fait six morts (cinq personnes appartenant à la voiture privée, des membres de la même famille et le chauffeur du bus) et seize blessés.